# Visutá lanová dráha

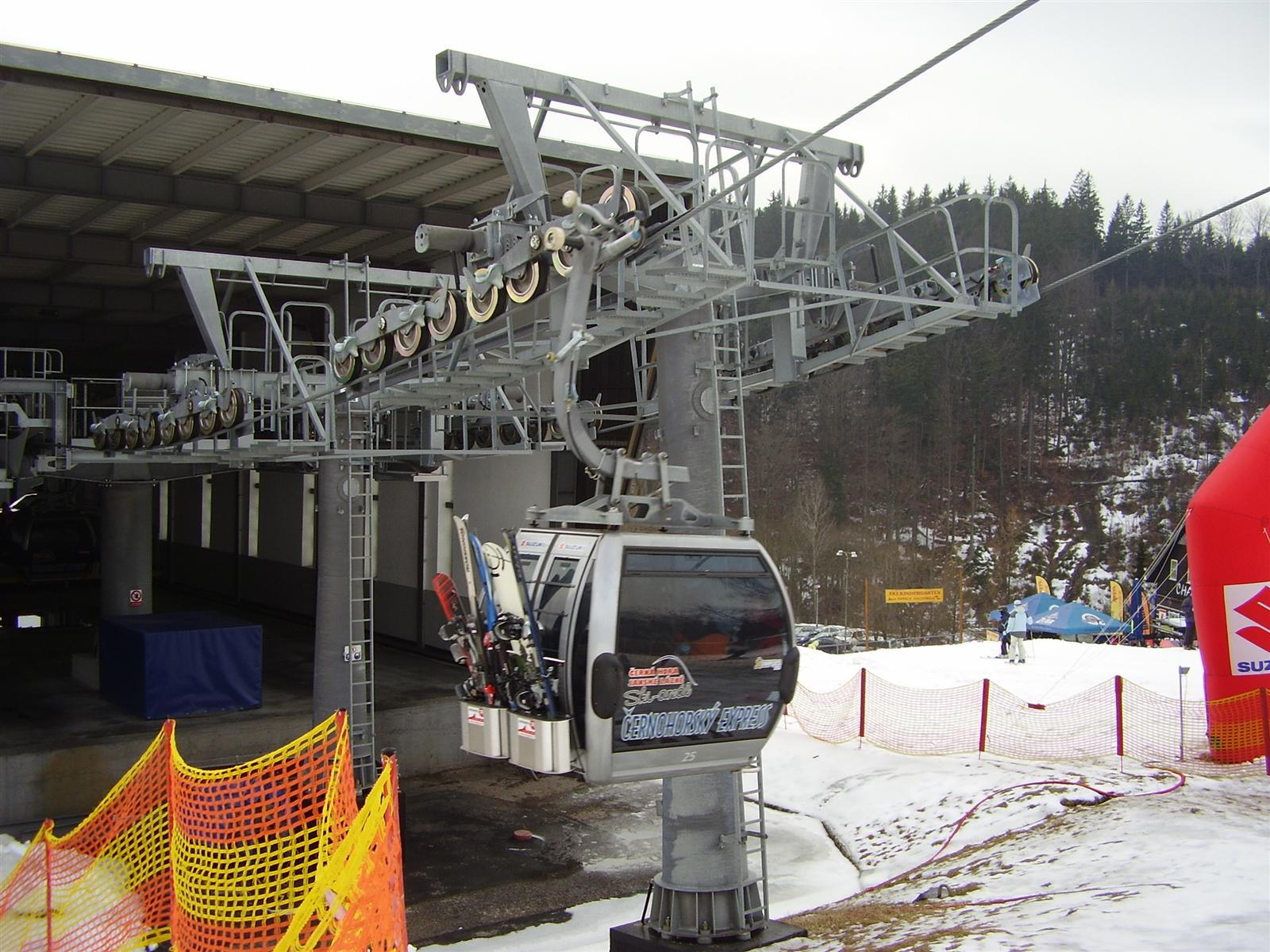
Kabina visuté lanové dráhy Janské Lázně - Černá hora

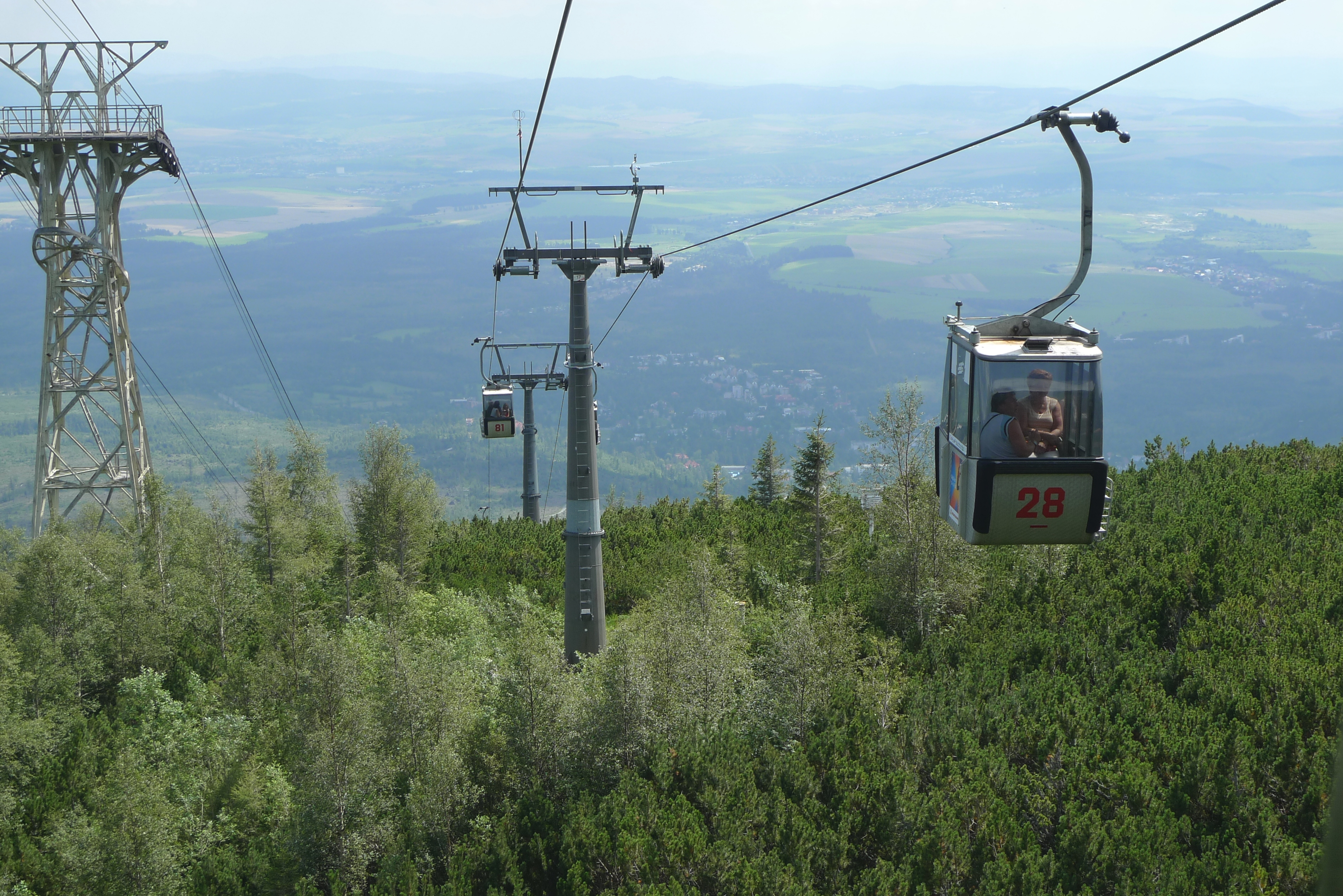
Kabinková lanovka na Skalnaté Pleso

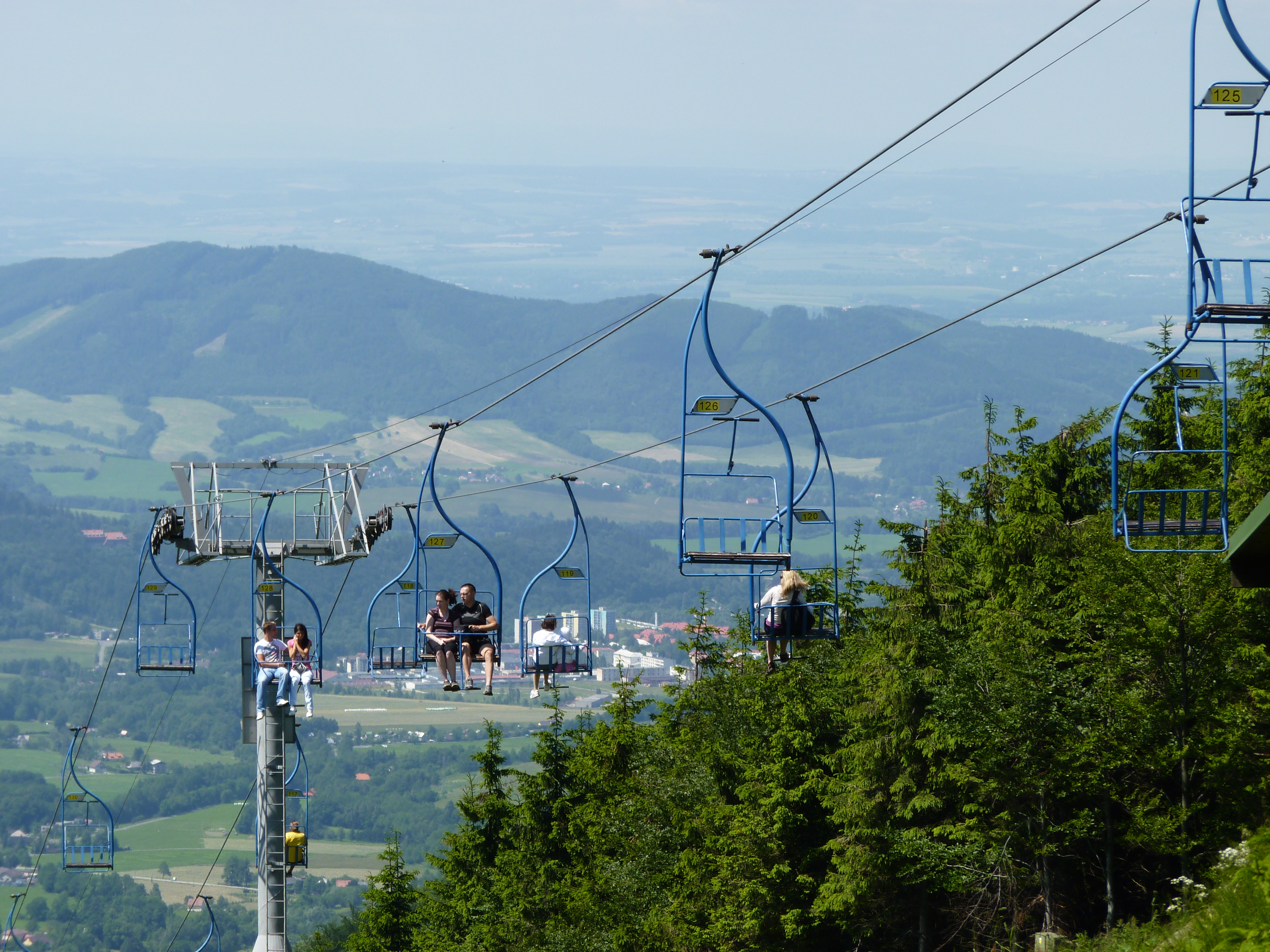
Sedačková lanovka Ráztoka-Pustevny

Visutá lanová dráha je nekolejová dráha, jejíž kabiny, sedačky nebo podobná vozidla jsou zavěšena na nosném laně a poháněna pomocí téhož lana nebo zvláštního tažného. Slouží k dopravě, ale často je i turistickým lákadlem, protože jízda lanovkou je považována za nevšední zážitek.
Lanová dráha má vždy nejméně dvě stanice, horní a dolní. Některé lanové dráhy mohou mít po cestě i další stanice.
Visuté lanovky jsou oproti jiným druhům dopravy šetrnější k životnímu prostředí, protože jejich výstavbou jsou dotčena jen místa stanic a stožárů. Budování lanovek v chráněných přírodních oblastech však má i své odpůrce, protože zvyšuje počet návštěvníků dosud málo navštěvovaných míst a tím mnohanásobně zvyšuje druhotnou zátěž pro životní prostředí.

## Druhy
Visutá lanová dráha může být
- Kabinová – obvykle dvě zavěšené kabiny pohybující se vzduchem protisměrně. Visutá kabinová lanová dráha vede například z libereckého Horního Hanychova k vrcholu Ještědu.
- Kabinková (gondolová) - na lanech se pohybují malé kabinky pro cca 6-12 cestující. Ve stanicích se samočinně od lana odpojují a k němu připojují. Příkladem je Kabinková lanovka Tatranská Lomnica - Skalnaté pleso.
- Sedačková – nosné lano je zároveň tažným, na něm jsou zavěšeny v řadě sedačky pro jednu nebo několik osob. Mohou umožňovat i přepravu lyžařů s lyžemi na nohou. Na sedačky se nastupuje a vystupuje se z nich bez zastavení nosného lana, obsluha dráhy pouze přidrží závěs se sedačkou. „Vozidlem“ této dráhy je každý závěs se sedačkou.
- Nákladní (průmyslová) – místo kabin nebo sedačky jsou umístěny kontejnery na materiál. Taková lanovka vede například na českou horu Churáňov.

Zvláštní případem je visutá dráha, kde lana jsou použita pouze k pohonu, avšak vozidla (gondoly) jsou zavěšeny na kolejnici (závěsný monorail s lanovým pohonem). Takovým případem je třeba visutá dráha v Drážďanech.

## Visuté lanovky v Česku
V České republice se nachází mnoho visutých lanových drah, z větší části se jedná o lanové dráhy sedačkové (např. na Komáří vížku). Některé lanovky jsou kabinové (jedinou je dráha na Ještěd) či kabinkové (např. na Černou horu).
První visutou lanovou dráhou pro osobní provoz se stala kabinová lanovka na Černou horu, která zahájila provoz v roce 1928. Roku 1940 byla otevřena první sedačková lanovka na Pustevny a v roce 1980 byla uvedena do provozu první kabinková (gondolová) lanovka, která na svahu Černé hory nahradila původní kabinovou. 

## Visuté lanovky na Slovensku
První oběžnou kabinkovou lanovku na Slovensku a zároveň v celém Československu postavila v roce 1967 firma Transporta na Slovensku (Hrabovo – Malinô Brdo).